# Hocine Ragued
Hocine Ragued (Parijs, 11 februari 1982) is een Frans-Tunesische voetballer. Hij staat sinds juli 2012 onder contract bij Espérance Sportive de Tunis. Ragued is tevens Tunesisch international.
Ragued is een middenvelder die op achtjarige leeftijd begon m
et voetballen bij Paris FC, om vervolgens te verkassen naar Paris Saint-Germain, waar hij verder werd opgeleid. In het seizoen 2001-2002 speelde hij bij de tweede ploeg van Paris Saint-Germain. Hij werd achtereenvolgens uitgeleend aan FC Gueugnon en FC Istres, maar werd in 2004 alsnog toegevoegd aan het eerste team van PSG.
Ragued kwam bij PSG weinig aan spelen toe, waarop hij van 2006 tot 2009 uitkwam van het Belgische RAEC Mons. Daarmee degradeerde hij in het seizoen 2008/09 uit de eerste klasse, maar wekte daarbij zelf de interesse van Slavia Praag, dat hem in de zomer overnam. Na twee jaar vertrok hij naar de Turkse voetbalclub Karabükspor. In juli 2012 nam de Tunesische club Espérance Sportive de Tunis Ragued over.